# Hermann Rorschach

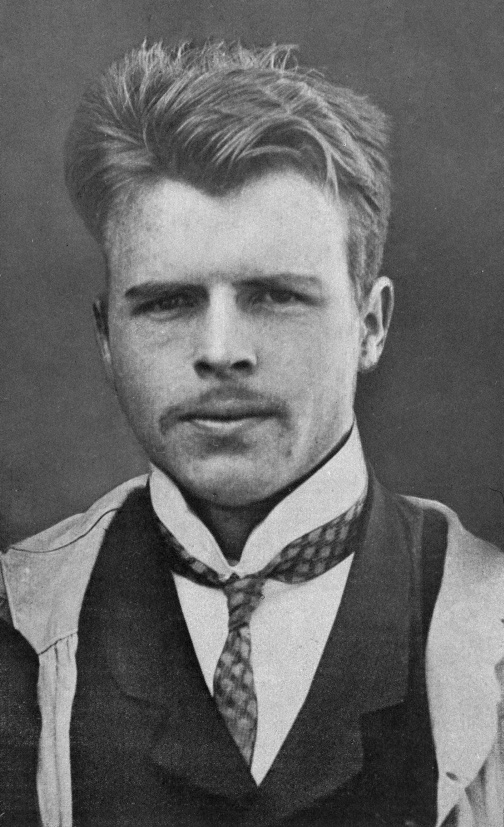
Hermann Rorschach

Hermann Rorschach, född 8 november 1884 i Zürich, död 2 april 1922 i Herisau, var en schweizisk psykiater som lade grunden för rorschachtestet. 

## Utbildning
Fadern var målare och sonen skulle som brukligt följa den banan var det tänkt. När han avslutat gymnasiet slets han mellan medicin och konst. Till slut valde han att studera medicin på universitet och efter att ha arbetat på Eugen Bleulers klinik i Zürich bestämde Rorschach sig för en karriär inom psykiatrin.
I slutet av 1800-talet var det populärt att studera naturvetenskapliga ämnen. Sigmund Freud utvecklade sin psykoanalys och hans lärjunge Carl Jung skulle även han bli både känd och erkänd. Inspirerad av detta ledde till att Rorschach grävde vidare i sina egna idéer. Han och en vän studerade skolbarns reaktioner när de visade bläckplumpar för dem. Han noterade deras reaktioner och analyserade dem. De ville undersöka om barn med konstnärliga anlag hade en mer fantasifull tolkning av bläckplumparna än ”vanliga” barn. Tyvärr gick resultaten av dessa tidiga undersökningar förlorade. Detta var hans första analytiska användning av bläckplumpar.

## Yrkesliv
Rorschach huvudintresse var psykoanalys. Han tog sin examen 1912 och arbetade först några år i Ryssland där han även fick många kontakter. Hans fru Olga, som var läkare, var av rysk härkomst. När han återvände till Zürich för att arbeta på mentalsjukhus testade han 300 patienter och 100 ”normala” människor med sina bläckplumpar för att undersöka det undermedvetna. Han lade grunden för rorschachtestet. Historiskt sett räknas detta arbete som ett av de stora klassikerna inom psykiatri och psykologi. Berömda föregångare är Leonardo da Vinci och Justinus Kerner.

## Rorschachtestets användning
Psykologer och psykiatriker i Europa och på andra håll i världen såg snart rorschachtestet som ett användbart verktyg. Med testet kunde de utforska fantasin hos patienten utan direkta samtal, vilket minskar tiden för psykoanalys. Upprepad testning kan kontrollera en patients framsteg och utveckling. Testet har också använts för att bedöma allvarlighetsgraden av klienters emotionella problem.

## Verk
Psychodiagnostik (1921) är en 174-sidig monografi som innehåller Rorschach studier av mentalpatienter och tio kort som kom att bli grunden för rorschachtestet. Boken räknas idag som en av klassikerna inom psykiatri och psykologi men för Rorschach själv var det dock ingen succé. Han hade svårt att hitta en förläggare som var villig att ge ut boken. När den väl kom ut var mottagandet mycket svalt. En andra utgåva gavs ut av Walter Morgenthaler 1932.